# Perpiaño

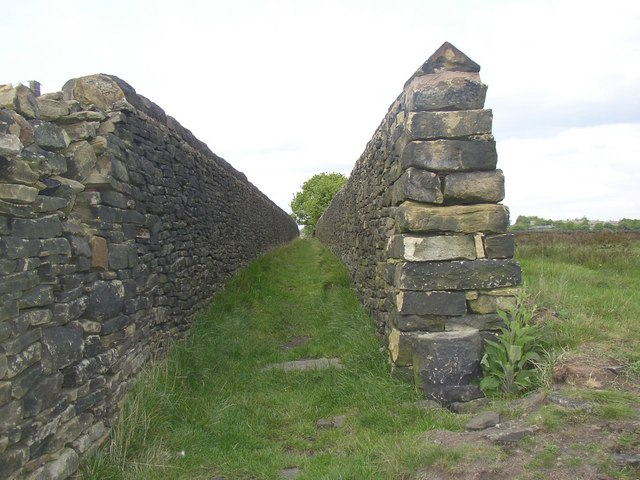
Perpiaños en la parte superior del muro

Un perpiaño (del francés parpaing, y éste del latín perpetaneus, "ininterrumpido") es un sillar o piedra que atraviesa o alcanza todo un muro o pared (la atraviesa de un lado al otro).
La pared formada por estas piedras se llama pared de perpiaño. 
También en albañilería, el ladrillo está asentado de tal forma que su longitud forma el espesor de la pared. A este ladrillo se le puede llamar ladrillo perpiaño, ladrillo de perpiaño o ladrillo a tizón. También pueden utilizarse bloques de hormigón prismáticos. 